# Lou Ottens
Lou Ottens, né Lodewijk Frederik Ottens le 21 juin 1926 à Bellingwolde et mort le 6 mars 2021 à Duizel aux Pays-Bas, est un ingénieur néerlandais qui a passé sa vie professionnelle chez Philips. Il est notamment connu pour l’invention de la cassette audio.

## Biographie

### Enfance et jeunesse
Lodewijk Frederik Ottens naît à Bellingwolde le 21 juin 1926. Il montre très tôt un intérêt certain pour la technologie et le bricolage. Pendant son adolescence, lors de la Seconde Guerre mondiale, il construit un récepteur de radio avec lequel il voulait secrètement écouter les diffusions de Radio Oranje. Afin d’éviter le brouillage nazi, Ottens construit son récepteur avec une antenne directionnelle primitive. Après la guerre, Ottens commence à fréquenter l’université de technologie de Delft où il étudie l’ingénierie mécanique. Pendant ses études universitaires, Ottens travaille à temps partiel en tant que dessinateur industriel pour une usine de technologie des rayons X. Il est diplômé en 1952.

### Carrière
Lou Ottens est embauché en 1952 chez Philips. Il commence au département de mécanisation du principal groupe industriel d’Eindhoven. En 1957, il est transféré à l’usine située à Hasselt, en Belgique. À cette époque, l’usine produit principalement des platines disques, des lecteurs-enregistreurs à bandes et des enceintes.

#### 1960-1969: directeur de l’équipe développement produit chez Philips Hasselt

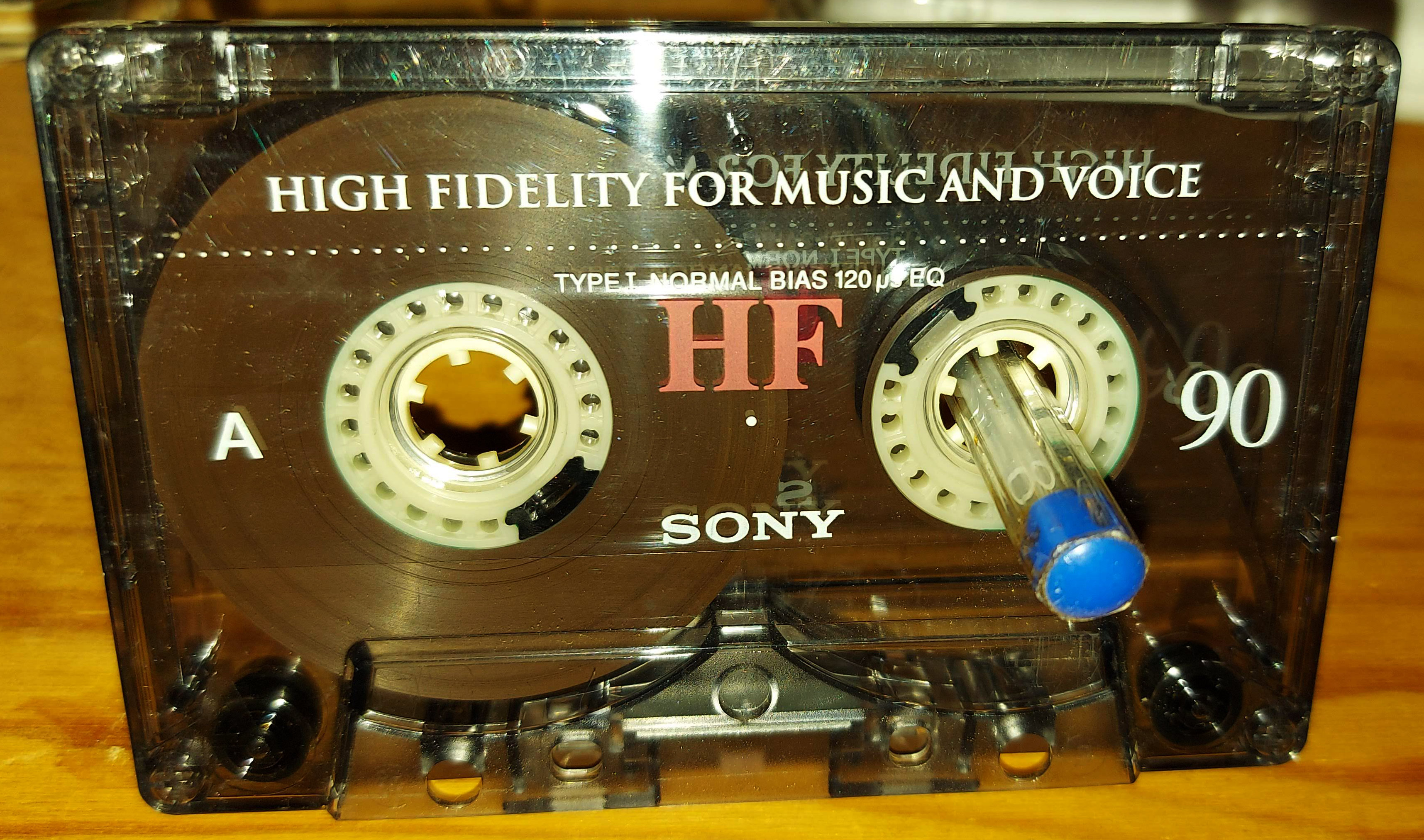
Deux inventions complémentaires : la cassette audio et le stylo à bille.

Lou Ottens devient le directeur de l’équipe de développement au sein de la société sise à Hasselt, propriété de la marque Endhoven Philips. C’est là qu’il dirige le développement du tout premier magnétophone portable de Philips, le modèle EL 3585. Il s’en vendra plus d’un million d’exemplaires.

#### La cassette compacte
En 1963, l’invention est présentée lors du salon IFA de Berlin et sa fabrication en série démarre en Allemagne. Sa commercialisation commence en Europe dès 1965 puis arrive aux États-Unis en 1969 lorsque le label discographique Mercury Records, propriété de Philips, commande un premier tirage de quarante-neuf titres sur cassette audio.

### Mort
Ottens est mort le 6 mars 2021 à Duizel à l’âge de 94 ans,.